# 미국 대통령 선거 애리조나주
이 문서는 미국 대통령 선거 애리조나주 지역 데이터이다. 애리조나주는 1912년 2월 14일에 48번째로 미국 연방에 가입했으며, 1912년 미국 제32회 대통령 선거부터 지금까지 대통령 선거에 참여했다.

## 데이터
| 회수 | 실시 연도 | 선거인단 수 | 1위                          | 1위       | 1위       | 1위    | 2위                  | 2위       | 2위       | 2위    | 3위                           | 3위               | 3위     | 3위    | 4위                  | 4위       | 4위     | 4위    | 1위 당선 여부 | 비고 |
| 회수 | 실시 연도 | 선거인단 수 | 후보자 성명                  | 소속 정당 | 득표 수   | 득표율 | 후보자 성명          | 소속 정당 | 득표 수   | 득표율 | 후보자 성명                   | 소속 정당         | 득표 수 | 득표율 | 후보자 성명          | 소속 정당 | 득표 수 | 득표율 | 1위 당선 여부 | 비고 |
| ---- | --------- | ----------- | ---------------------------- | --------- | --------- | ------ | -------------------- | --------- | --------- | ------ | ----------------------------- | ----------------- | ------- | ------ | -------------------- | --------- | ------- | ------ | ------------- | ---- |
| 32   | 1912년    | 3           | 우드로 윌슨                  | 민주당    | 10,324    | 43.52% | 시어도어 루스벨트    | 진보당    | 6,949     | 29.29% | 유진 데브스                   | 미국 사회당       | 3,163   | 13.33% | 윌리엄 하워드 태프트 | 공화당    | 3,021   | 12.74% | 당선          |      |
| 33   | 1916년    | 3           | 우드로 윌슨                  | 민주당    | 33,170    | 57.17% | 찰스 에번스 휴스     | 공화당    | 20,524    | 35.37% | 앨런 루이스 벤슨              | 미국 사회당       | 3,174   | 5.47%  | ?                    | ?         | ?       | ?      | 당선          |      |
| 34   | 1920년    | 3           | 워런 개머리얼 하딩           | 공화당    | 37,016    | 55.61% | 제임스 미들턴 콕스   | 민주당    | 29,546    | 44.39% | ?                             | ?                 | ?       | ?      | ?                    | ?         | ?       | ?      | 당선          |      |
| 35   | 1924년    | 3           | 캘빈 쿨리지                  | 공화당    | 30,516    | 41.26% | 존 윌리엄 데이비스   | 민주당    | 26,235    | 35.47% | 로버트 매리언 라폴레트 시니어 | 진보당            | 17,210  | 23.27% | ?                    | ?         | ?       | ?      | 당선          |      |
| 36   | 1928년    | 3           | 허버트 후버                  | 공화당    | 52,533    | 57.57% | 앨 스미스            | 민주당    | 38,537    | 42.23% | ?                             | ?                 | ?       | ?      | ?                    | ?         | ?       | ?      | 당선          |      |
| 37   | 1932년    | 3           | 프랭클린 델라노 루스벨트     | 민주당    | 79,264    | 67.03% | 허버트 후버          | 공화당    | 36,104    | 30.53% | ?                             | ?                 | ?       | ?      | ?                    | ?         | ?       | ?      | 당선          |      |
| 38   | 1936년    | 3           | 프랭클린 델라노 루스벨트     | 민주당    | 86,722    | 69.85% | 앨프 랜던            | 공화당    | 33,433    | 26.93% | ?                             | ?                 | ?       | ?      | ?                    | ?         | ?       | ?      | 당선          |      |
| 39   | 1940년    | 3           | 프랭클린 델라노 루스벨트     | 민주당    | 95,267    | 63.49% | 웬들 윌키            | 공화당    | 54,030    | 36.01% | ?                             | ?                 | ?       | ?      | ?                    | ?         | ?       | ?      | 당선          |      |
| 40   | 1944년    | 4           | 프랭클린 델라노 루스벨트     | 민주당    | 80,926    | 58.80% | 토머스 에드먼드 듀이 | 공화당    | 56,287    | 40.90% | ?                             | ?                 | ?       | ?      | ?                    | ?         | ?       | ?      | 당선          |      |
| 41   | 1948년    | 4           | 해리 트루먼                  | 민주당    | 95,251    | 53.79% | 토머스 에드먼드 듀이 | 공화당    | 77,597    | 43.82% | ?                             | ?                 | ?       | ?      | ?                    | ?         | ?       | ?      | 당선          |      |
| 42   | 1952년    | 4           | 드와이트 데이비드 아이젠하워 | 공화당    | 152,042   | 58.35% | 애들레이 스티븐슨    | 민주당    | 108,528   | 41.65% | ?                             | ?                 | ?       | ?      | ?                    | ?         | ?       | ?      | 당선          |      |
| 43   | 1956년    | 4           | 드와이트 데이비드 아이젠하워 | 공화당    | 176,990   | 60.99% | 애들레이 스티븐슨    | 민주당    | 112,880   | 38.90% | ?                             | ?                 | ?       | ?      | ?                    | ?         | ?       | ?      | 당선          |      |
| 44   | 1960년    | 4           | 리처드 닉슨                  | 공화당    | 221,241   | 55.52% | 존 피츠제럴드 케네디 | 민주당    | 176,781   | 44.36% | ?                             | ?                 | ?       | ?      | ?                    | ?         | ?       | ?      | 낙선          |      |
| 45   | 1964년    | 5           | 배리 골드워터                | 공화당    | 242,535   | 50.45% | 린든 베인즈 존슨     | 민주당    | 237,753   | 49.45% | ?                             | ?                 | ?       | ?      | ?                    | ?         | ?       | ?      | 낙선          |      |
| 46   | 1968년    | 5           | 리처드 닉슨                  | 공화당    | 266,721   | 54.78% | 휴버트 험프리        | 민주당    | 170,514   | 35.02% | 조지 월리스                   | 미국 독립당       | 46,573  | 9.56%  | ?                    | ?         | ?       | ?      | 당선          |      |
| 47   | 1972년    | 6           | 리처드 닉슨                  | 공화당    | 402,812   | 61.64% | 조지 맥거번          | 민주당    | 198,540   | 30.38% | 티모티 조지프 클레넌          | 사회주의 노동자당 | 30,945  | 4.74%  | ?                    | ?         | ?       | ?      | 당선          |      |
| 48   | 1976년    | 6           | 제럴드 포드                  | 공화당    | 418,642   | 56.37% | 지미 카터            | 민주당    | 295,602   | 39.80% | ?                             | ?                 | ?       | ?      | ?                    | ?         | ?       | ?      | 낙선          |      |
| 49   | 1980년    | 6           | 로널드 레이건                | 공화당    | 529,688   | 60.61% | 지미 카터            | 민주당    | 246,843   | 28.24% | 존 버야드 앤더슨              | 무소속            | 76,952  | 8.81%  | ?                    | ?         | ?       | ?      | 당선          |      |
| 50   | 1984년    | 7           | 로널드 레이건                | 공화당    | 681,416   | 66.42% | 월터 먼데일          | 민주당    | 333,854   | 32.54% | ?                             | ?                 | ?       | ?      | ?                    | ?         | ?       | ?      | 당선          |      |
| 51   | 1988년    | 7           | 조지 허버트 워커 부시        | 공화당    | 702,541   | 59.95% | 마이클 두카키스      | 민주당    | 454,029   | 38.74% | ?                             | ?                 | ?       | ?      | ?                    | ?         | ?       | ?      | 당선          |      |
| 52   | 1992년    | 8           | 조지 허버트 워커 부시        | 공화당    | 572,086   | 38.47% | 빌 클린턴            | 민주당    | 543,050   | 36.52% | 로스 페로                     | 무소속            | 353,741 | 23.79% | ?                    | ?         | ?       | ?      | 낙선          |      |
| 53   | 1996년    | 8           | 빌 클린턴                    | 민주당    | 653,288   | 46.52% | 밥 돌                | 공화당    | 622,073   | 44.29% | 로스 페로                     | 무소속            | 112,072 | 7.98%  | ?                    | ?         | ?       | ?      | 당선          |      |
| 54   | 2000년    | 8           | 조지 워커 부시               | 공화당    | 781,652   | 50.95% | 앨 고어              | 민주당    | 685,341   | 44.67% | ?                             | ?                 | ?       | ?      | ?                    | ?         | ?       | ?      | 당선          |      |
| 55   | 2004년    | 10          | 조지 워커 부시               | 공화당    | 1,104,294 | 54.77% | 존 케리              | 민주당    | 893,524   | 44.32% | ?                             | ?                 | ?       | ?      | ?                    | ?         | ?       | ?      | 당선          |      |
| 56   | 2008년    | 10          | 존 매케인                    | 공화당    | 1,230,111 | 53.39% | 버락 오바마          | 민주당    | 1,034,707 | 44.91% | ?                             | ?                 | ?       | ?      | ?                    | ?         | ?       | ?      | 낙선          |      |
| 57   | 2012년    | 11          | 밋 롬니                      | 공화당    | 1,233,654 | 53.48% | 버락 오바마          | 민주당    | 1,025,232 | 44.45% | ?                             | ?                 | ?       | ?      | ?                    | ?         | ?       | ?      | 낙선          |      |
| 58   | 2016년    | 11          | 도널드 트럼프                | 공화당    | 1,252,401 | 48.08% | 힐러리 클린턴        | 민주당    | 1,161,167 | 44.58% | 게리 존슨                     | 자유당            | 106,327 | 4.08%  | ?                    | ?         | ?       | ?      | 당선          |      |
| 59   | 2020년    | 11          | 조 바이든                    | 민주당    | 1,672,143 | 49.22% | 도널드 트럼프        | 공화당    | 1,661,686 | 48.91% | ?                             | ?                 | ?       | ?      | ?                    | ?         | ?       | ?      | 당선          |      |
| 60   | 2024년    | 11          | 도널드 트럼프                | 공화당    | 1,770,242 | 52.22% | 카멀라 해리스        | 민주당    | 1,582,860 | 46.69% | ?                             | ?                 | ?       | ?      | ?                    | ?         | ?       | ?      | 당선          |      |

## 군별 데이터

1912년
1916년
1920년
1924년
1928년
1932년
1936년
1940년
1944년
1948년
1952년
1956년
1960년
1964년
1968년
1972년
1976년
1980년
1984년
1988년
1992년
1996년
2000년
2004년
2008년
2012년
2016년
2020년
2024년

## 같이 보기
- 미국 대통령 선거
- 미국 대통령 선거 애리조나주
  - 1912년 미국 대통령 선거 애리조나주
  - 1916년 미국 대통령 선거 애리조나주
  - 1920년 미국 대통령 선거 애리조나주
  - 1924년 미국 대통령 선거 애리조나주
  - 1928년 미국 대통령 선거 애리조나주
  - 1932년 미국 대통령 선거 애리조나주
  - 1936년 미국 대통령 선거 애리조나주
  - 1940년 미국 대통령 선거 애리조나주
  - 1944년 미국 대통령 선거 애리조나주
  - 1948년 미국 대통령 선거 애리조나주
  - 1952년 미국 대통령 선거 애리조나주
  - 1956년 미국 대통령 선거 애리조나주
  - 1960년 미국 대통령 선거 애리조나주
  - 1964년 미국 대통령 선거 애리조나주
  - 1968년 미국 대통령 선거 애리조나주
  - 1972년 미국 대통령 선거 애리조나주
  - 1976년 미국 대통령 선거 애리조나주
  - 1980년 미국 대통령 선거 애리조나주
  - 1984년 미국 대통령 선거 애리조나주
  - 1988년 미국 대통령 선거 애리조나주
  - 1992년 미국 대통령 선거 애리조나주
  - 1996년 미국 대통령 선거 애리조나주
  - 2000년 미국 대통령 선거 애리조나주
  - 2004년 미국 대통령 선거 애리조나주
  - 2008년 미국 대통령 선거 애리조나주
  - 2012년 미국 대통령 선거 애리조나주
  - 2016년 미국 대통령 선거 애리조나주
  - 2020년 미국 대통령 선거 애리조나주
  - 2024년 미국 대통령 선거 애리조나주